# 錬士
錬士（れんし、英:Instructor）は、
- 武道における称号の第3位。上位の称号に「範士」と「教士」がある[注釈 1][1]。練士は多くの武道においては誤字であり、錬士が正しいとされるが、日本泳法は「水練」に熟達した者を指すため、「練士」の称号を用いる。（糸部ではなく金部）[注釈 2][2]。
- 東京女子医科大学病院における資格称号の名称。医療錬士[3]。

## 武道称号としての錬士

### 錬士号とは
1934年（昭和9年）に大日本武徳会が定めた称号である。大日本武徳会は武道の総本山として剣道、弓道、柔道、居合術、杖術、薙刀術、槍術、銃剣術など各種の武道家に錬士号を授与した。
1946年（昭和21年）、大日本武徳会は連合国軍最高司令官総司令部（GHQ）指令により解散したが、その後発足した全日本剣道連盟や全日本弓道連盟などが大日本武徳会の事業を継承し、称号を授与している。
ただし、武道の称号には学位のような法的根拠や規制がなく、あくまで民間資格であるため、大日本武徳会の事業を継承する財団法人のほかにも小規模な任意団体なども授与しており、個人の自称に近いものまである。

### 大日本武徳会の錬士

#### 沿革
1895年（明治28年）、小松宮彰仁親王を総裁として大日本武徳会が発足した。同会は精錬証という表彰制度を定め、毎年の武徳祭大演武会において優秀な武術家に授与した。
1902年（明治35年）、大日本武徳会は「武術家優遇例」を定め、「範士」と「教士」の2称号を新設した。これにより精錬証は教士の下位となった。
1918年（大正7年）、武術家優遇例が「武術家表彰例」に改定された。
1934年（昭和9年）、精錬証が廃止され、「錬士」に改められた。
1942年（昭和17年）、太平洋戦争下の国策で大日本武徳会が厚生省、文部省、陸軍省、海軍省、内務省の所管する政府の外郭団体に改組されたことにより、錬士号も民間団体の称号から政府外郭団体の称号としての意義を持つようになった。
1945年（昭和20年）、日本の敗戦により大日本武徳会は民間団体に戻った。
1946年（昭和21年）、連合国軍最高司令官総司令部の武道禁止令により大日本武徳会は解散した。

#### 武術家優遇例
1902年（明治35年）5月7日
- 第一条　本会ハ武術家優遇ノ趣旨ヲ明カニセンガ為メ左ノ各項ノ資格ヲ具備スル者ニ就キ詮衡委員会ノ推薦ニ依リ総裁宮殿下ノ御裁可ヲ経テ範士、教士ノ称号ヲ授与ス

範士ノ称号ヲ受クベキ者ノ資格
一、斯道ノ模範トナリ兼テ本会ノ為メ功労アル者
二、丁年（満二十歳）ニ達シタル後四十年以上武術ヲ鍛錬シタル者
三、教士ノ称号ヲ有スル者
教士ノ称号ヲ受クベキ者ノ資格
一、品行方正ニシテ本会ヨリ精錬証ヲ受ケタル者
二、武徳祭大演武会ニ於テ武術ヲ演ジタル者
- 第二条　詮衡委員ハ会長之ヲ推薦ス
- 第三条　範士ノ数ハ各武術を通ジテ三十人ヲ超エルヲ得ズ
- 第四条　範士、教士ノ称号ニハ其ノ術ノ名称ヲ冠ス
- 第五条　範士ニハ終身弐拾五円以内ノ年金ヲ贈与ス
- 第六条　本会ノ教授ハ範士、教士ノ称号ヲ有スル者ヨリ之ヲ招聘ス
- 第七条　範士、教士ニシテ其ノ栄誉ヲ汚辱スル行為アリタルトキハ詮衡委員会ノ決議ニ依リ其ノ称号ヲ褫奪ス

### 全日本剣道連盟の錬士
一般財団法人全日本剣道連盟は、次の資格を具備する者に審査を経て剣道および居合道、杖道の錬士号を授与している。
1. 錬士は、剣理に錬達し、識見優良なる者。
2. 六段受有後1年を経過し、加盟団体会長より推薦された者。
3. 五段受有後10年以上を経過し、かつ年齢60歳以上の者で、特に加盟団体会長より推薦された者。

これに加え、
1. 剣道実技の修錬を続けている者。
2. 剣道の指導的立場にある者として、社会的識見に富み、健全な社会生活を営む者。
3. 加盟団体が行う講習を受け、錬士として必要とされる、日本剣道形・審判法・指導法等の知識、実技について能力の認定を受けていること。

が要件である。
全剣連が出題する小論文を提出し、審査員6名中4名以上の合意により合格となる。合格者名は全剣連の広報紙『月刊剣窓』および剣道専門雑誌の『剣道日本』、『剣道時代』にて公表される。
なお、錬士六段以上を受有する者は、全日本剣道演武大会に出場する資格を持つ。

### 全日本弓道連盟の錬士
公益財団法人全日本弓道連盟は、次の資格を具備する者に審査を経て弓道錬士号を授与している。
1. 志操堅実にして弓道指導の実力を有し、且つ精錬の功績顕著なること。
2. 五段以上の段位を受有すること。

### 全日本空手道連盟の錬士
公益財団法人全日本空手道連盟は、次の資格を具備する者に審査を経て空手道錬士号を授与している。
1. 五段以上取得後1年以上。
2. 地区審判員。日本スポーツ協会公認空手道上級指導員以上。
3. 40歳以上。
4. 指導者として、斯道に功績顕著であること。

### 全日本なぎなた連盟の錬士
公益財団法人全日本なぎなた連盟は、なぎなた錬士号を授与している。

### 全日本銃剣道連盟の錬士
公益社団法人全日本銃剣道連盟は、銃剣道および短剣道の錬士号を授与している。

### 全日本槍道連盟の錬士
一般社団法人全日本槍道連盟は、槍道および斧道の錬士号を授与している。

### 日本水泳連盟の練士
公益財団法人日本水泳連盟は、日本泳法の資格として、「日本泳法の練達の泳者」に練士を授与している。受験資格を有するのは、
- 游士を授与されてから3年以上経過した28歳以上の者
- 日本泳法大会の泳法競技で予選通過の実績がある者
- 日本泳法大会に3回以上出場した25歳以上の者

である。
漢字は「錬」ではなく「練」の字を用いる。
これは、水練の熟達の証として授けられた「水練証」と深い関わりがある。

## 医療錬士の称号
医療錬士とは東京女子医科大学が1966年（昭和41年）から、優れた臨床医を育成する目的で創設した卒後臨床研修プログラム「医療練士研修制度」の修了者に与えられる称号。
例年、140名を超える後期研修医が同大学病院に入職し、約2400名余の研修修了者に医療練士の称号を受けている。